# Emil Sandström
Alfred Emil Fredrik Sandström (11 octobre 1886 - 6 juillet 1962) était un juriste suédois. Président de l'UNSCOP qui élabora le plan de partage de la Palestine, il dirigea le mouvement international de la Croix-Rouge et du Croissant-Rouge.

## Biographie
Juge à la Cour suprême de Suède, Emil Sandström fut désigné comme membre de la Cour permanente d'arbitrage à La Haye et siégea au sein des cours mixtes d'Égypte chargées entre 1875 et 1949 de traiter les différends entre Égyptiens et étrangers. En 1947, il fut désigné comme président de l'UNSCOP, le comité dont les travaux aboutirent à l'adoption du plan de partage de la Palestine par l'Assemblée Générale des Nations unies le 29 novembre 1947. 
Au cours du voyage d'étude du comité en Palestine, il rencontra secrètement les dirigeants de la Haganah (Israël Galili, Yigaël Yadin, Yosef Avidar et Ehoud Avriel) et de l'Irgoun (Menahem Begin). Ces derniers le convainquirent que le mouvement sioniste saurait faire face à une attaque arabe, y compris des États arabes. Begin, tout en refusant la partition, indiqua que si la majorité des juifs l'acceptait, il ne se battrait pas contre.
De 1950 à 1959, il présida le mouvement international de la Croix-Rouge et du Croissant-Rouge tout en étant membre à compter de 1950 de Institut de droit international.